# Hökensås församling
Hökensås församling är en församling i Falköpings och Hökensås kontrakt i Skara stift. Församlingen ligger i Tidaholms kommun i Västra Götalands län och ingår i Tidaholms pastorat. 

## Administrativ historik
Församlingen bildades 2010 genom sammanslagning av Daretorps, Velinga och Härja församlingar och ingår sedan bildandet i Tidaholms pastorat.

## Kyrkor
- Blåhults kapell
- Daretorps kyrka
- Härja kyrka
- Velinga kyrka